# نیکون دی۳اس
 نیکون دی۳اس (به انگلیسی: Nikon D3S) دوربین عکاسی فول‌فریم ساخت شرکت نیکون است. این دوربین در ۱۴ اکتبر ۲۰۰۹ میلادی معرفی شد.